# Gourou (Bénin)
Pour les articles homonymes, voir Gourou (homonymie).
Gourou est une localité de l'arrondissement de Nikki dans le département du Borgou au Bénin. C'est une division administrative relevant de la commune de Nikki. Selon le recensement de la population en 2013, le village comptait une population totale de 7 608 habitants,.